# Anna Bergman (kostymtecknare)
Anna Carolina Maria Jurell, verksam under tidigare namnet Anna Bergman, född 21 augusti 1965 i Biskopsgårdens församling i Göteborg, är en svensk scenograf, kostymtecknare och konstnär. 
Anna Bergman är dotter till reklammannen Anders Jurell och rektor Carola Almqvist. Har studerat teater vid Le Lycée International i Paris 1981–1983, design och tillskärning vid Chambre Syndicale de la Haute Couture Parisienne i Paris 1983–1985 samt scenografi vid Dramaten som lärling åt Lennart Mörk och Göran Wassberg (1989-1991). Hon var verksam vid Dramatiska Teatern 1987-2002 och därefter som frilansande scenograf. Har sedan 2008 producerat utställningar och skrivit böcker om scen-/filmkostym och modehistoria. Anna Bergman är representerad vid bland annat Scenkonstmuseet i Stockholm och Stiftelsen Bergmangårdarna på Fårö och ställer ut sin konst regelbundet. 
Anna Bergman var 1991–2003 gift med skådespelaren Mats Bergman (född 1948), son till regissörerna Ingmar Bergman och Ellen Bergman, och gifte sig andra gången 2008 med Ove Norberg (född 1967).

## Utställningar (urval)
- Utställningskurator (textil) / Utställningsscenograf

- Mago - Den svenska scenens elegant, Judiska museet, Stockholm (2009)
- Fanny och Alexander på Tjolöholms Slott, Kungsbacka (2013)
- Kostym kontra mode, Stockholm Costume & Fashion Institute, Erskinehuset Slakthusområdet, Stockholm (2017)
- Bergman på modet, Hallwylska museet, Stockholm (2017)/ Malmö museer (2018)
- Bergman - lögn och sanning, Scenkonstmuseet, Stockholm (2018)
- Augusta Lundin - Sveriges första modehus, Thielska galleriet (2020) / Malmö museer (2021-22) / Göteborgs stadsmuseum (2022-23)

## Konst (urval)
- 2000 Samlingsutställning Peintres suédois à La Coupole (gouache). La Coupole, Paris.
- 2001, 2006, 2008 Separatutställningar (gouache). Galleri Överkikaren, Stockholm.
- 2012 Separatutställning (samarbete m Matilda Mörk) 2 scenografer - Anna Bergman & Lennart Mörk (gouache, screen). Galleri Överkikaren, Stockholm.
- 2014 Separatutställning Statussymboler (gouache, grafik). Nordens Ljus, Stockholm.
- 2015 Separatutställning (samarbete m Annika Wallström) Kulisser & krukor (keramik, screen) på Drottningholmsteatern.
- 2015 Separatutställning (samarbete m Annika Wallström) Barock keramik (keramik, screen) på Wenngarns Slott.
- 2016 Separatutställning (samarbete m Annika Wallström) Botanik & Keramik (fotoscreen på keramik) på Rosendals Trädgård.
- 2022 Soloutställning "How it used to be" på Galleri Duerr.

## Teater(urval)

### Scenografi/kostym (urval)
| År   | Produktion                        | Upphovsmän                                                               | Regi               | Teater                | Noter             |
| ---- | --------------------------------- | ------------------------------------------------------------------------ | ------------------ | --------------------- | ----------------- |
| 1989 | Stora landsvägen                  | August Strindberg                                                        | Peter Stormare     | Dramaten              | Scenografi/kostym |
| 1990 | Hon är inte här                   | Johan Sundelius                                                          | Richard Looft      | Dramaten              | Scenografi        |
| 1992 | Augustidansen Dancing at Lughnasa | Brian Friels                                                             | Margaretha Byström | Dramaten              | Scenografi/kostym |
| 1993 | Ett litet drömspel                | Staffan Westerberg                                                       | Agneta Ehrensvärd  | Riksteatern           | Scenografi/kostym |
| 1993 | Pelikanen                         | August Strindberg                                                        | Wilhelm Carlsson   | Intima Teatern        | Scenografi/kostym |
| 1993 | Strindbergsprojektet              | August Strindberg                                                        | Bibi Andersson     | Dramaten              | Scenografi/kostym |
| 1996 | Helena Ἑλένη, Helenē              | Euripides                                                                | Hans Klinga        | Dramaten              | Kostym            |
| 1996 | Rött                              | Kristina Lugn                                                            |                    | Dramaten              | Scenografi/kostym |
| 1997 | Trojanskorna Τρῳάδες, Trōiades    | Euripides                                                                | Wilhelm Carlsson   | Dramaten              | Kostym            |
| 2000 | Spöksonaten                       | August Strindberg                                                        | Ingmar Bergman     | Dramaten              | Kostym            |
| 2002 | Trettondagsafton Twelfth Night    | William Shakespeare                                                      | John Caird         | Dramaten              | Kostym            |
| 2002 | Gengångare Gengangere             | Henrik Ibsen                                                             | Ingmar Bergman     | Dramaten              | Kostym            |
| 2003 | En natt i den svenska sommaren    | Erland Josephson                                                         | Eva Bergman        | Dramaten              | Kostym            |
| 2003 | Zeit im Dunkeln Mörkertid         | Henning Mankell                                                          | Henning Mankell    | Schauspielfrankfurt   | Scenografi/kostym |
| 2004 | Stitching                         |                                                                          | Anna Takanen       | Göteborgs stadsteater | Scenografi/kostym |
| 2006 | Ett resande teatersällskap        | August Blanche                                                           | Hans Klinga        | Borås Stadsteater     | Kostym            |
| 2008 | Rysk roulette Dying for it        | Moira Buffini fritt efter Nikolaj Erdmann Översättning Sven Hugo Persson | Anette Norberg     | Göteborgs stadsteater | Kostym            |